# HMY Britannia
Her Majesty's Yacht Britannia – dawny jacht brytyjskiej monarchini, królowej Elżbiety II. Był osiemdziesiątym trzecim okrętem pełniącym podobną rolę od czasu restauracji króla Karola II w roku 1660 i jednocześnie drugim noszącym tę nazwę (pierwszym był żaglowy jacht regatowy zbudowany w 1893 roku dla Księcia Walii). Obecnie stoi, zacumowany na stałe, przy Terminalu Oceanicznym w porcie Leith, w Edynburgu. Mimo że był to w rzeczywistości niewielki, luksusowy statek pasażerski, zgodnie z tradycją przysługiwało mu określenie Royal Yacht i przynależność do Royal Navy jako okrętu (dwie 4-funtowe armatki wiwatowe i obecność w rejsie plutonu Royal Marines).

## Budowa
HMY „Britannia” został zbudowany w stoczni John Brown & Company Ltd w Clydebank w Szkocji i zwodowany w obecności królowej 16 kwietnia 1953 roku. Do służby wszedł 11 kwietnia następnego roku.
„Britannia” posiada 3 maszty: 41-metrowy fokmaszt, 42-metrowy grotmaszt i 36-metrowy bezanmaszt. Szczytowe, 6-metrowe odcinki pierwszych dwóch masztów są składane, by umożliwić królewskiej jednostce przechodzenie pod mostami.
Została tak zaprojektowana, by można łatwo przerobić go na statek szpitalny w czasie wojny, chociaż takiej potrzeby nigdy nie było.

## Historia
W okresie pełnienia przez nią obowiązków królewskiego jachtu „Britannia” gościła wielokrotnie królową, członków domu panującego, jak również rozmaitych dygnitarzy innych państw podczas 696 podróży zagranicznych i 272 wizyt w portach brytyjskich. W tym czasie „Britannia” przebyła łącznie 1 087 623 mile morskie (2 014 278 km).
20 lipca 1959 roku „Britannia” przebyła nowo otwartą Drogę Wodną Świętego Wawrzyńca dopływając do Chicago i odnotowując pierwszą w historii wizytę brytyjskiego monarchy w tym mieście. Prezydent Dwight Eisenhower był wówczas gościem na pokładzie „Britannii”; prezydenci Gerald Ford i Ronald Reagan również byli zapraszani na jacht. W roku 1981 Karol i Diana, książę i księżna Walii, spędzili na „Britannii” swój miesiąc miodowy. Okręt ewakuował nadto ponad tysiąc uchodźców z objętego w roku 1986 wojną domową Adenu.
W roku 1997 konserwatywny rząd Johna Majora obiecał, że po zwycięskich wyborach parlamentarnych zastąpi królewski jacht nową jednostką; Laburzyści nie ujawnili swych planów w tej kwestii. Po ich zwycięstwie 1 maja 1997 roku zapowiedzieli, że okręt zostanie wycofany ze służby i nie zostanie zastąpiony żadną inną jednostką. Konserwatyści twierdzili, że koszty budowy nowego jachtu są usprawiedliwione rolą ambasadora w polityce zagranicznej. Nowy rząd laburzystowski uzasadniał odstąpienie od budowy nowego jachtu wysokimi kosztami, które obciążyłyby napięty budżet ministerstwa obrony. Propozycje by zbudować nowy królewski jacht w oparciu o pożyczki, bądź też o własne fundusze domu panującego, nie doczekały się – jak do tej pory – odpowiedzi.
Finałową misją królewskiego jachtu było przewiezienie do Wielkiej Brytanii ostatniego gubernatora Hongkongu, Chrisa Pattena (obecnie Lord Patten of Barnes) i Karola, księcia Walii, po przekazaniu tej metropolii władzom komunistycznych Chin 1 lipca 1997 roku. „Britannia” została spisana z rejestru okrętów Royal Navy 11 grudnia 1997 roku.

## Stan spoczynku
Na początku nie było do końca wiadomo, gdzie znajdzie się ostatnia przystań królewskiego jachtu. Część opinii publicznej w Wielkiej Brytanii obstawała za zacumowaniem go na stałe na rzece Clyde, gdzie został zbudowany, a nie w Edynburgu, który miał z „Britannią” niewiele wspólnego. Ostatecznie wybrano Leith, co zbiegło się z gruntowną renowacją tego portu i z początkami niezależności Szkocji od brytyjskiego parlamentu. Królowa wzięła udział w uroczystości wycofania okrętu z Royal Navy, przy czym zauważono, że zwykle niezdolna do wzruszeń władczyni ocierała łzy, gdy po raz ostatni opuszczała pokład.  
Wpisana na listę National Historic Fleet, Core Collection (Okręty Narodowej Floty Historycznej), „Britannia” jest obecnie na stałe zakotwiczona w porcie Leith jako pięciogwiazdkowa atrakcja turystyczna. Pieczę nad jachtem sprawuje Royal Yacht Britannia Trust, szkocka organizacja charytatywna.
Każdego roku jacht zwiedza ponad 250 000 osób. Na jego pokładzie odbywają się również nieliczne imprezy zamknięte dla szerszej publiczności. 18 maja 2006 roku gwiazda Hollywood i pierwsza „dziewczyna Bonda”, Ursula Andress, obchodziła w salonach królewskiego jachtu swe 70. urodziny. 29 lipca 2011 miała tu miejsce cocktail party wydana przez wnuczkę królowej, Zarę Phillips i jej przyszłego męża Mike’a Tindalla. Ceremonia ślubna odbyła się w dniu następnym. 

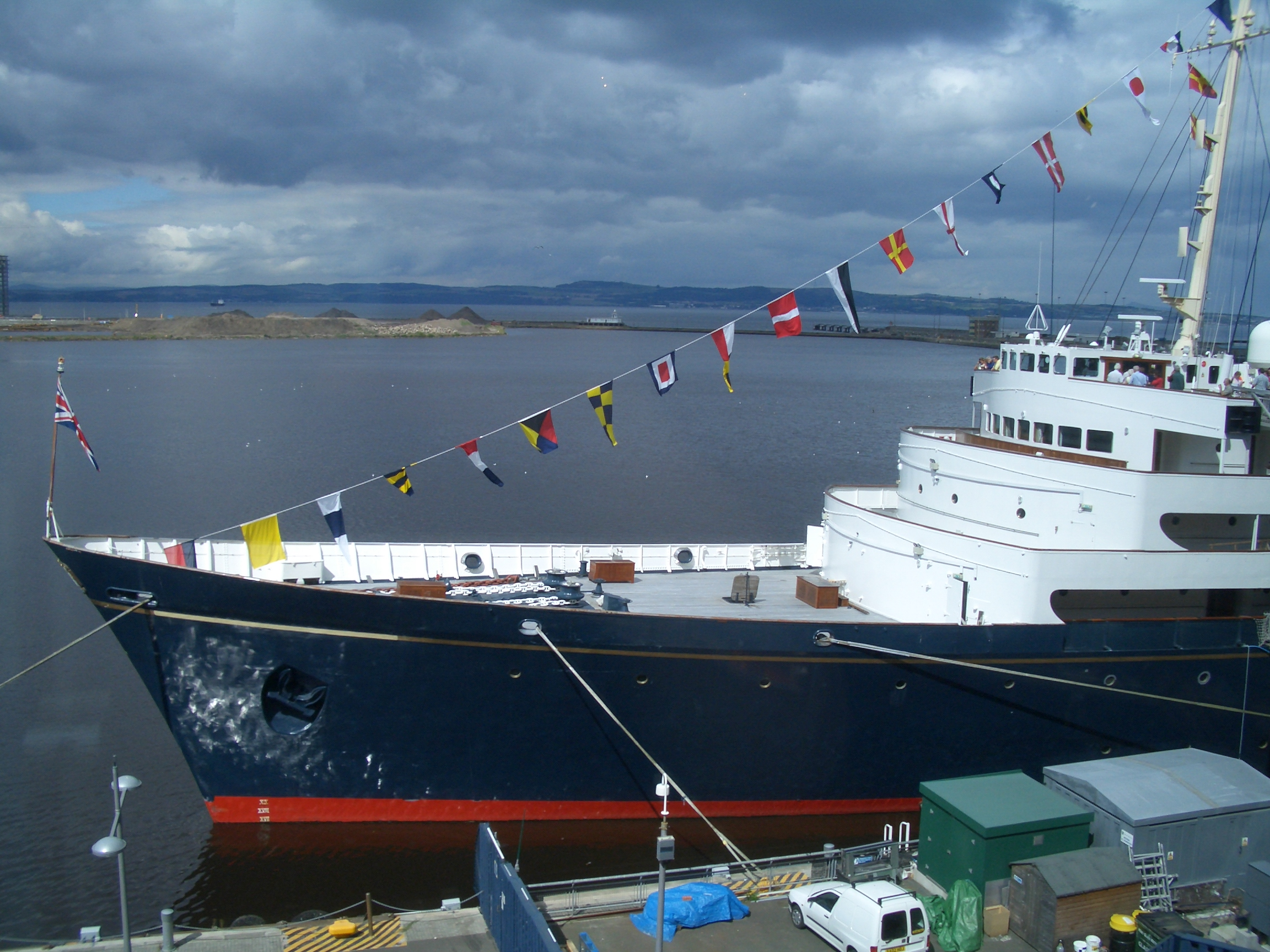
Britannia, widok dziobu
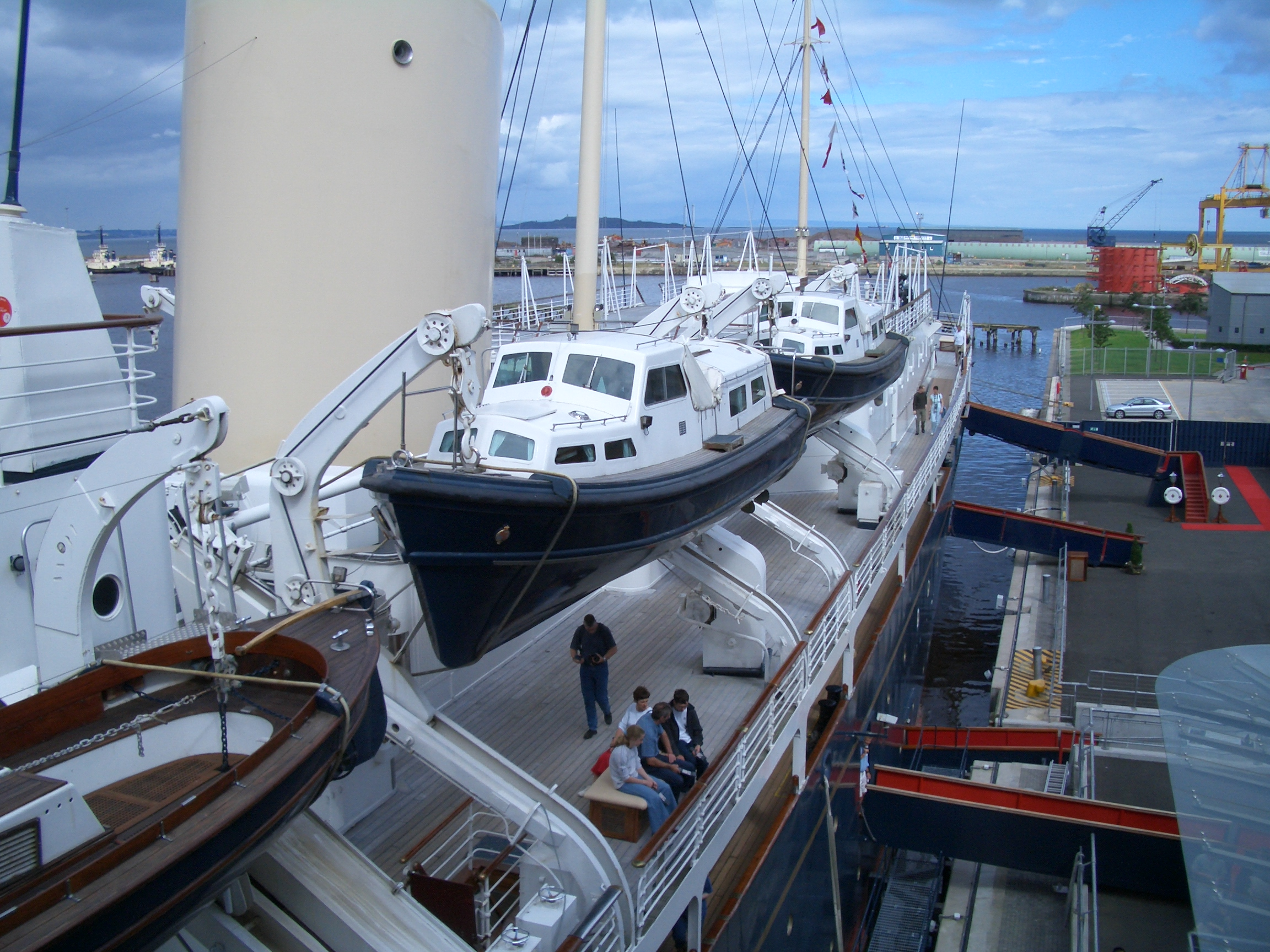
Przy terminalu w Leith
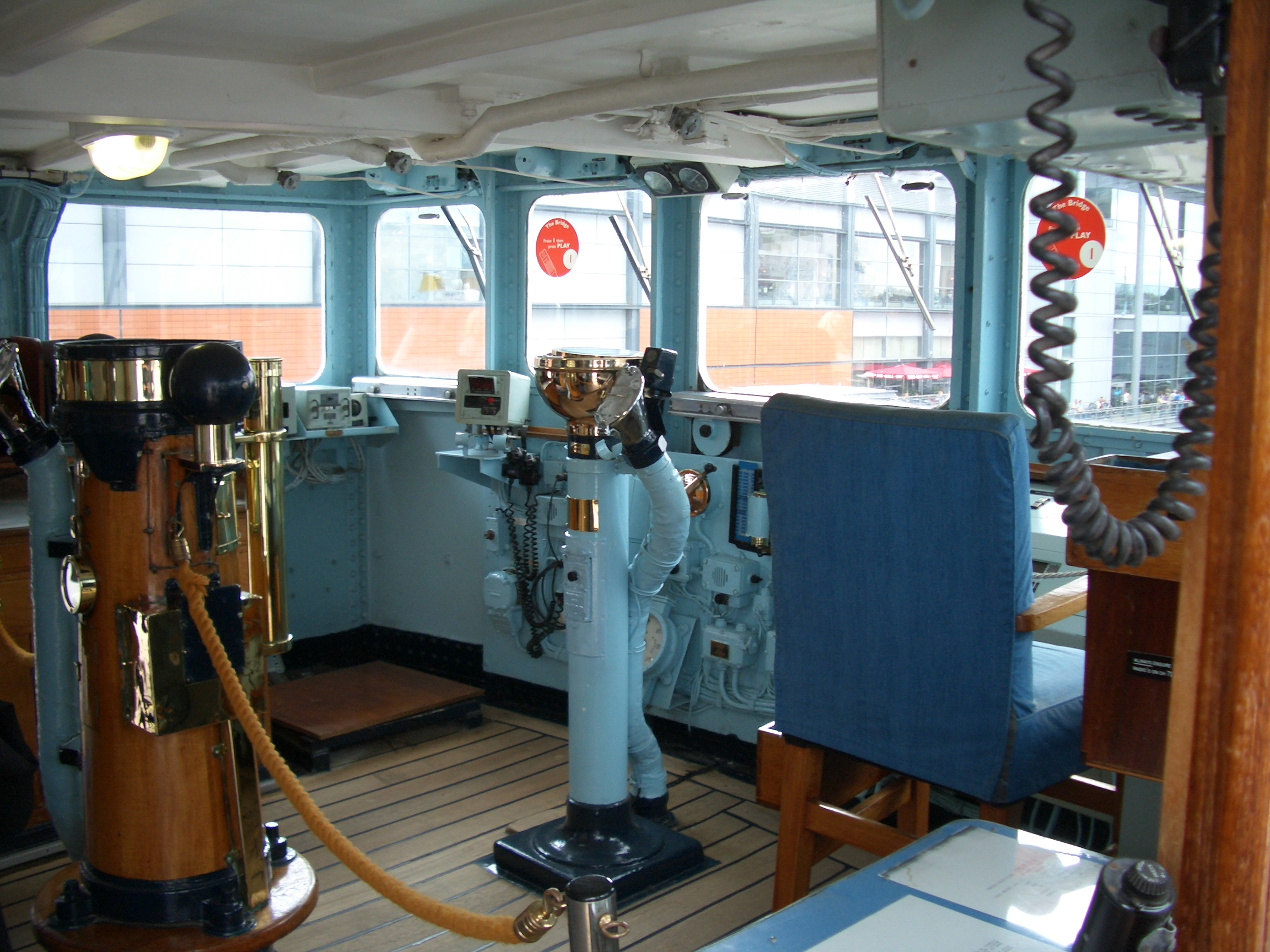
Mostek Britanii
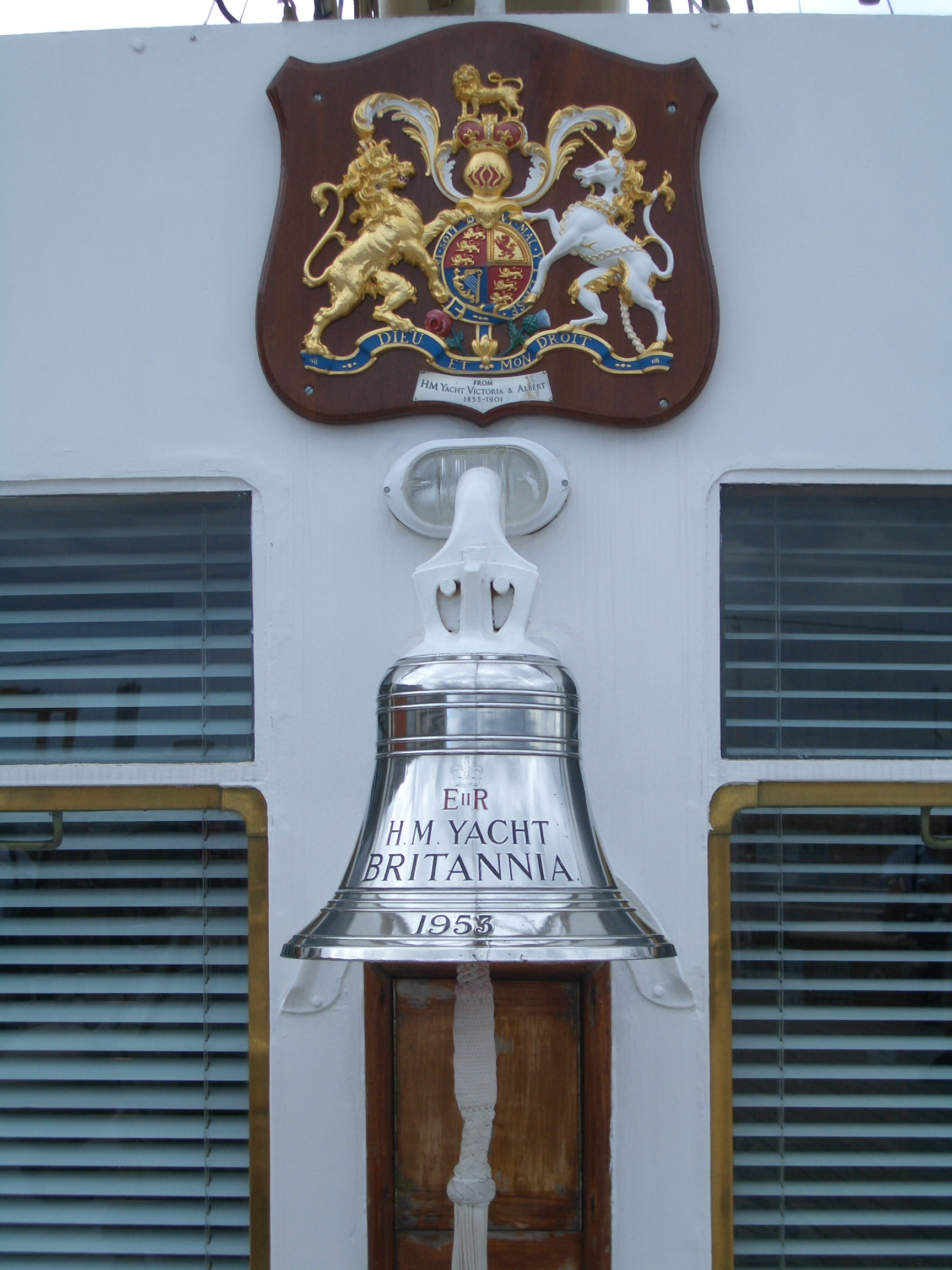
Dzwon okrętowy
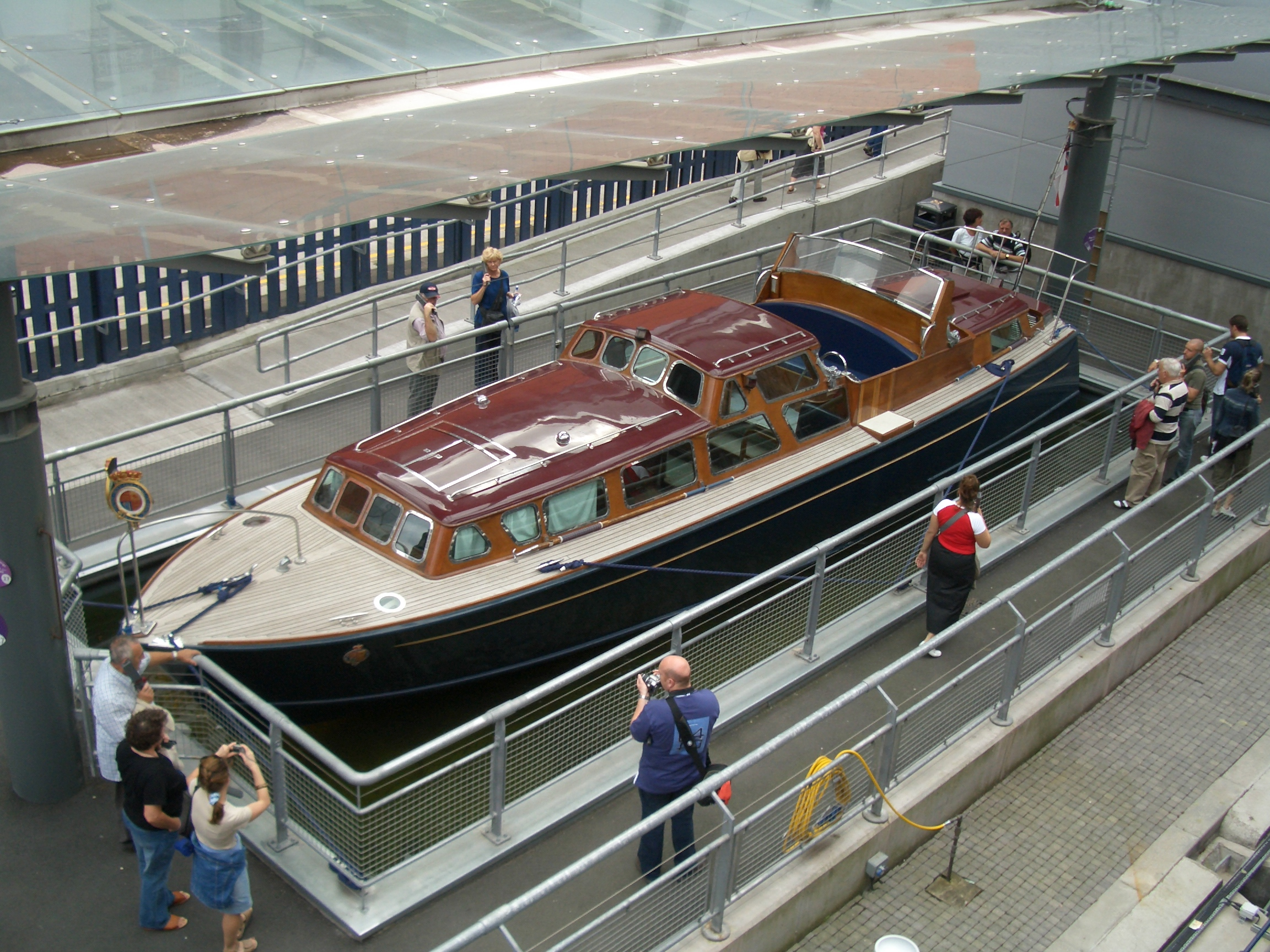
„The Royal Barge”